# Dom Pod Królami w Warszawie
Dom Pod Królami (pałac Daniłowiczowski) – zabytkowy budynek znajdujący się w Warszawie przy ul. Hipotecznej 2, w XVIII w. siedziba Biblioteki Załuskich. Siedziba ZAiKS-u.

## Opis
W 1621 w miejscu obecnego budynku Jan Mikołaj Daniłowicz wystawił okazałą rezydencję magnacką. W czasie potopu szwedzkiego budynek został zrujnowany. Kilka lat później przeszedł na własność prowincji koronnej jezuitów, a następnie prymasa Teodora Potockiego. W 1736 budynek odkupił biskup Andrzej Stanisław Załuski. Prawdopodobnie w 1742 rozpoczęto prace nad dostosowaniem budynku do potrzeb Biblioteki Załuskich, które to trwały do 1754. Zbiory książek przeniesiono do gmachu już w 1745, natomiast bibliotekę otworzono w 1747. Następnie do około 1760–1762 gmach rozbudowano. W 1794–1795 zbiory biblioteki (szacunkowo około 300–500 tys. woluminów) zostały zrabowane przez Rosjan i wywiezione do Petersburga. Następnie budynek niszczał, m.in. w wyniku pożaru w 1807.

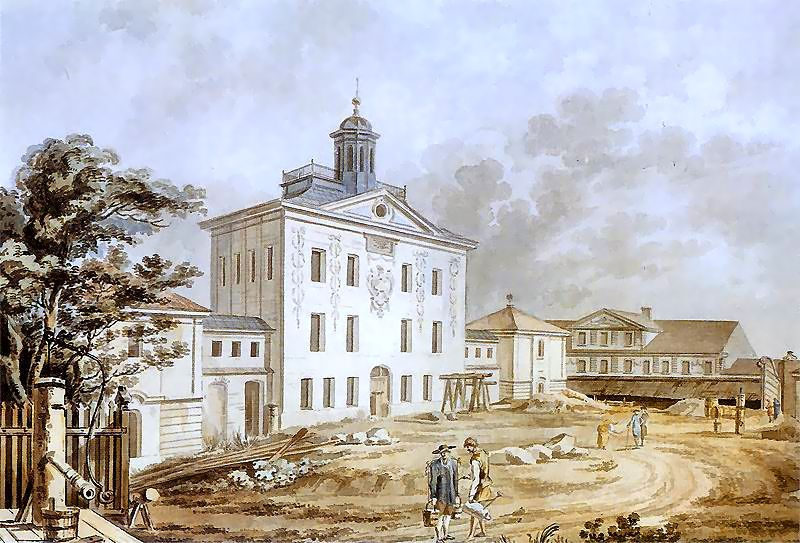
Budynek na grafice Zygmunta Vogla z 1801

Od początku XIX w. budynek był wielokrotnie przebudowywany. Po 1821 został przebudowany według projektu K. Gallego z przeznaczeniem na kamienicę mieszkalną. W 1900 rozebrano oficyny przed budynkiem, aby przeprowadzić ulicę Hipoteczną. W 1944 po upadku powstania warszawskiego budynek został spalony przez Niemców. Odbudowano go w latach 1960–1962. Od 1962 znajduje się w nim siedziba ZAiKS-u.
Obiekt wpisany jest do rejestru zabytków pod numerem 62 z 1.07.1965. 